# Kapsář
Kapsář je závěsný pás s kapsami sloužící k ukládání věcí. Bývá obvykle látkový, vyrábí se však i plastové varianty (např. moderní pořadače na šperky). Umísťuje se jako interiérový doplněk na stěnu či nábytek, existují však i kapsáře k zavěšení do skříně na ramínko. Kapsář je rovněž brašna s kapsami, která se nosí zavěšená za opaskem, sloužící nejčastěji k přenášení nářadí. Dříve tento výraz označoval velkou kapsu, která byla součástí oděvu (například zástěry) nebo byla přivázaná k pasu.